# Huperzia crassa
Huperzia crassa là một loài thực vật có mạch trong Họ Thạch tùng. Loài này được (Humb. & Bonpl. ex Willd.) Rothm. mô tả khoa học đầu tiên năm 1944.